# Tephrocactus halophilus
Tephrocactus halophilus là một loài thực vật có hoa trong họ Cactaceae. Loài này được (Speg.) Backeb. miêu tả khoa học đầu tiên.